# Bachia whitei
Bachia whitei (тобазька бахія) — вид ящірок родини гімнофтальмових (Gymnophthalmidae). Ендемік Тринідаду і Тобаго. Описаний у 2019 році.

## Поширення і екологія
Тобазькі бахії є ендеміками острова Тобаго. Вони живуть у вологих тропічних лісах.